# Ricardo Arques
José Ricardo Arques Álvarez (Santoña, Cantabria, 27 de septiembre de 1959-Santander, 30 de mayo de 2024), conocido como Ricardo Arques, fue un periodista español que elaboró las investigaciones periodísticas que desentramaron el caso GAL, sobre ejecuciones extrajudiciales en España.

## Biografía
Licenciado en  Ciencias de la Información por la Universidad del País Vasco, comenzó su carrera profesional en los diarios El Correo Español, La Gaceta del Norte y Deia en las áreas de información local y política. Igualmente, se desempeñó en la revista Euskadi, y en su etapa de actividad en el País Vasco fue corresponsal del periódico nacional ABC y de la agencia de noticias Europa Press.
Tras este periodo, trabajó en varios proyectos periodísticos nacionales elaborados en Madrid. El primero y el más largo en Diario 16, donde formó parte del equipo de investigación. Después, en las cadenas de televisión Telecinco y Antena 3, y colaboró en el programa Informe abierto de Radio Nacional. Todas estas actividades estuvieron relacionadas con el periodismo de investigación. Fue también redactor jefe de investigación del diario El Mundo y desde España se desempeñó como corresponsal del periódico portugués Europeu.
En 1997, comenzó su etapa americana. Desde ese año hasta el 2000, dirigió el diario Expreso de Ecuador. De regreso a España, fue director de El Día de Valladolid, cabecera editada por Prisa. Con ese grupo regresó a sus empresas en América. Durante cinco años, fue director de sus medios de comunicación en Bolivia, tres diarios: La Razón, El Nuevo Día y Extra, y la cadena de televisión ATB. Antes de llegar a México, fue director de Radio Continental en Argentina durante dos años. Posteriormente, fue director de la cadena de emisoras WRadio en México, coparticipadas por los dos grupos más importantes de la comunicación en español, el español Prisa y el mexicano Televisa. 
Su labor más reconocida pertenece al campo de la investigación periodística. Definió el «periodismo bien hecho» como «una fotografía de la realidad» y el de investigación como «una radiografía». El Club Internacional de Prensa le distinguió en 1988 con el Premio a la mejor labor informativa del año en España por sus investigaciones sobre el caso GAL y el terrorismo de Estado. También posee el Premio Defensa de los Valores Humanos de la Fundación León Felipe, otorgado en 1996 en reconocimiento al valor humano de su trayectoria profesional. 
Es autor de dos libros: «Amedo, el Estado contra ETA», superventas en España en 1991 y presentado por el periodista del caso Watergate Carl Bernstein; y «ETA, la derrota de las armas», presentado por el juez Baltasar Garzón.
Fue vicepresidente editorial de Granasa, que edita los diarios Expreso y Extra, en Ecuador.
Falleció en la mañana del 30 de mayo de 2024, en el Hospital Universitario Marqués de Valdecilla (Santander), donde permanecía ingresado a consecuencia de un cáncer de estómago. https://elpais.com/comunicacion/2024-05-30/muere-ricardo-arques-el-lobo-solitario-que-descubrio-el-caso-gal.html

## Premios
- Premio del Club Internacional de Prensa a la mejor labor informativa en España del año 1988, por sus investigaciones sobre los GAL.[8]
- Premio Defensa de los Derechos Humanos 1996 de la viii edición de los Premios a los valores humanos Fundación León Felipe, en reconocimiento al valor humano de su trayectoria profesional durante el caso GAL.[9]

## Obras
- «Amedo, el Estado contra ETA»;  Plaza & Janés Editores; Barcelona, España; 1989. Best seller España, 1991. ISBN 978-84-7863-038-7
- «ETA: la derrota de las armas»;  Plaza & Janés Editores; Barcelona, España; 1993. ISBN 978-84-01-37547-7